# Tulobuterol
Tulobuterol dugotrajni agonist beta-2 adrenergičkog receptora. On je u prodaji u Japanu u obliku transdermalnog flastera (Hokunalin tape).